# Lospalos
Lospalos est une ville du Timor oriental, située dans la municipalité de Lautém.
Sa population était de 29 236 habitants en 2010. La langue locale est le Fataluku.
La ville a des immeubles modernes, mais ils ont souffert lors des incidents en 1999, surtout le long de la rue principale.

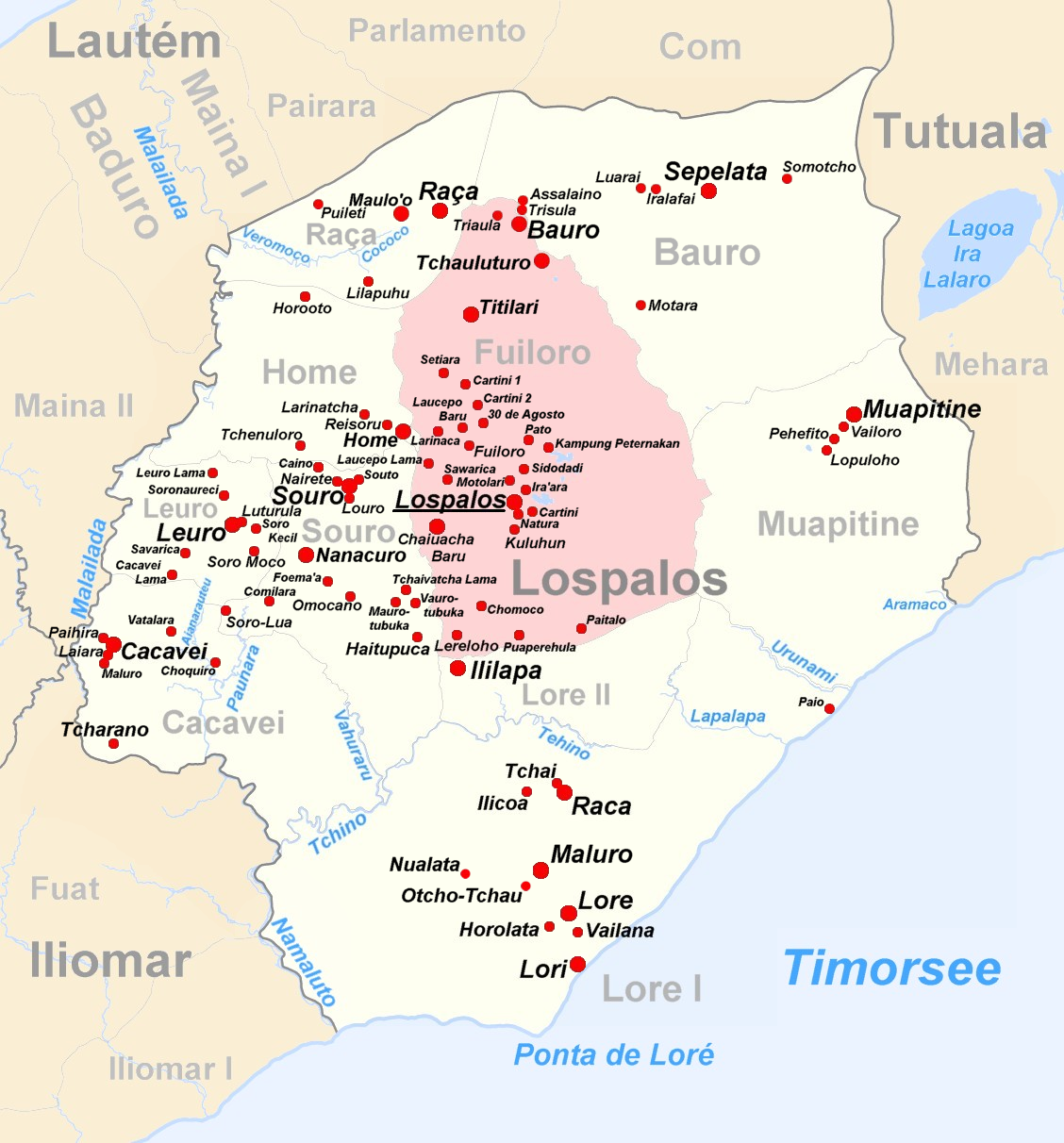
Postes administratifs de Lospalos